# Розсказіхинська сільська рада
Розсказі́хинська сільська рада (рос. Рассказихинский сельский совет) — сільське поселення у складі Первомайського району Алтайського краю Росії.
Адміністративний центр — село Розсказіха.

## Населення
Населення — 850 осіб (2019; 657 в 2010, 621 у 2002).

## Склад
До складу сільської ради входять:
| Населений пункт        | Населення, осіб (2002) | Населення, осіб (2010) |
| ---------------------- | ---------------------- | ---------------------- |
| Мала Річка, селище     | 9                      | 18                     |
| Нижня Петровка, селище | 216                    | 185                    |
| Розсказіха, село       | 396                    | 454                    |